# Abdul Razak Hussein
Tun Abdul Razak bin Hussein (Pekan, 11 marzo 1922 – Londra, 14 gennaio 1976) è stato un politico malese.

## Biografia

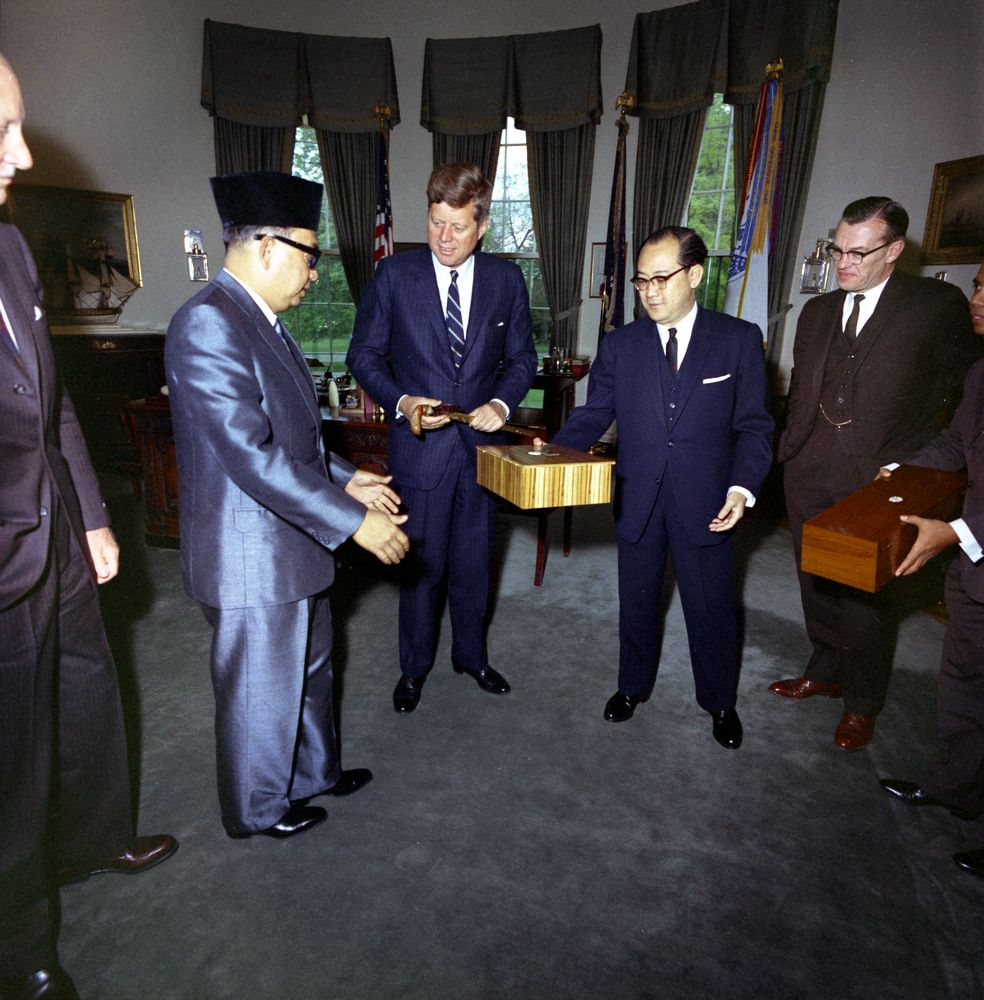
L'allora vice primo ministro Abdul Razak Hussein viene ricevuto alla Casa Bianca dal presidente John Fitzgerald Kennedy nel 1963.

È stato il secondo Primo ministro della Malaysia dopo Tunku Abdul Rahman, in carica dal 1970 al 1976, anno della sua morte.
È stato il primo ministro della componente politica Barisan Nasional (BN), il partito più importante di sempre in Malesia. Ha lanciato anche il partito MNEP. È morto a soli 53 anni di leucemia.